# واد زیتون
واد زیتون (به عربی: واد الزيتون) یک شهرداری در الجزایر است که در استان الطارف واقع شده‌است. واد زیتون ۵٬۳۲۱ نفر جمعیت دارد.